# آشتاراک
آشتاراک (به ارمنی: Աշտարակ) یک شهرک در ارمنستان است که در استان آراگاتسوتن واقع شده‌است. در کیلومتری شمال آشتاراک، مرکز استان آراگاتسوتن واقع شده‌است.
۱۹٬۶۱۵ نفر جمعیت دارد و در ارتفاع متر بالاتر از سطح دریا قرار گرفته‌است.

## تاریخچه

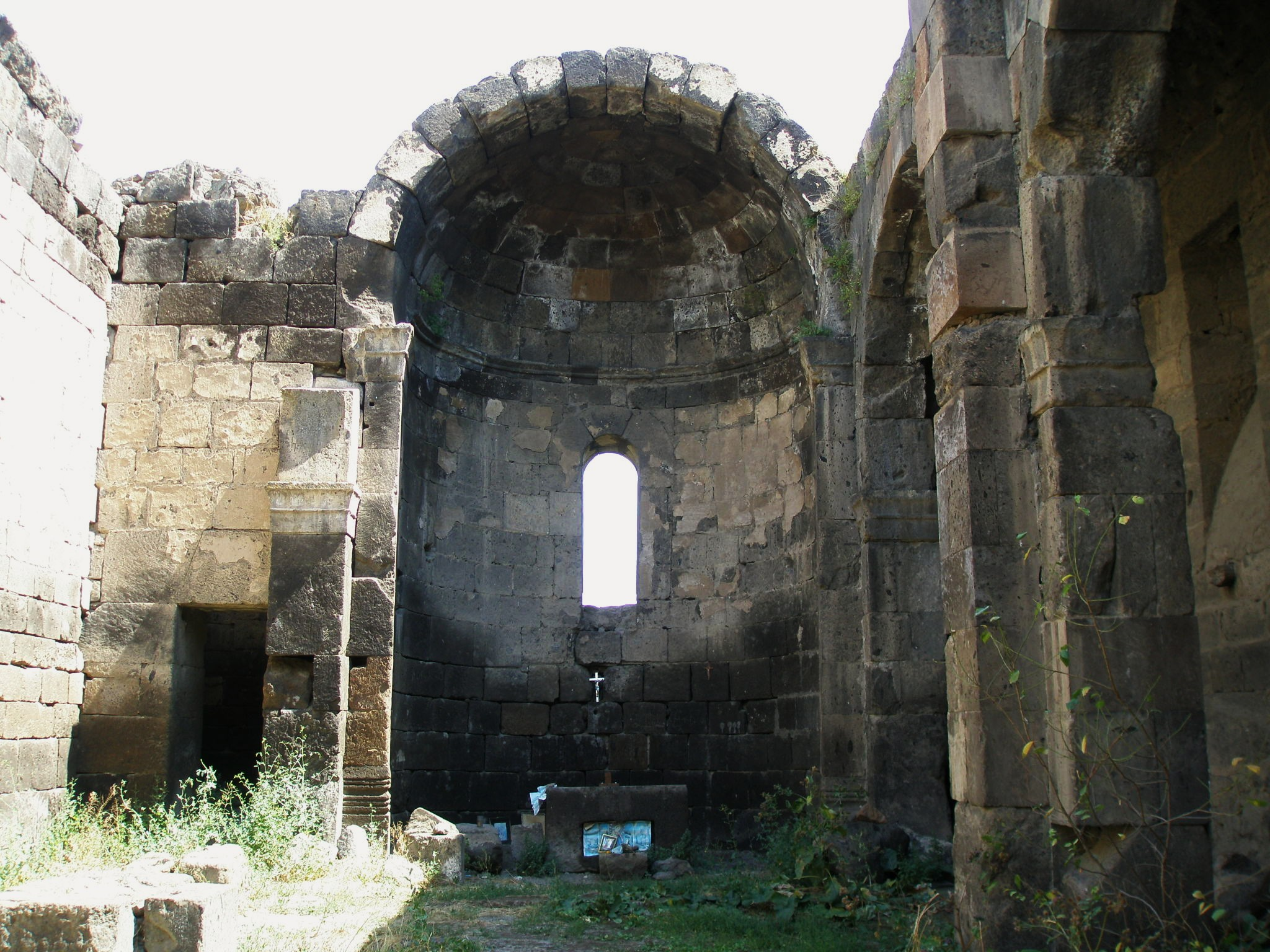
ویرانه‌های کلیسای اسپیتاکاوور، متعلق به سده ۷ام میلادی

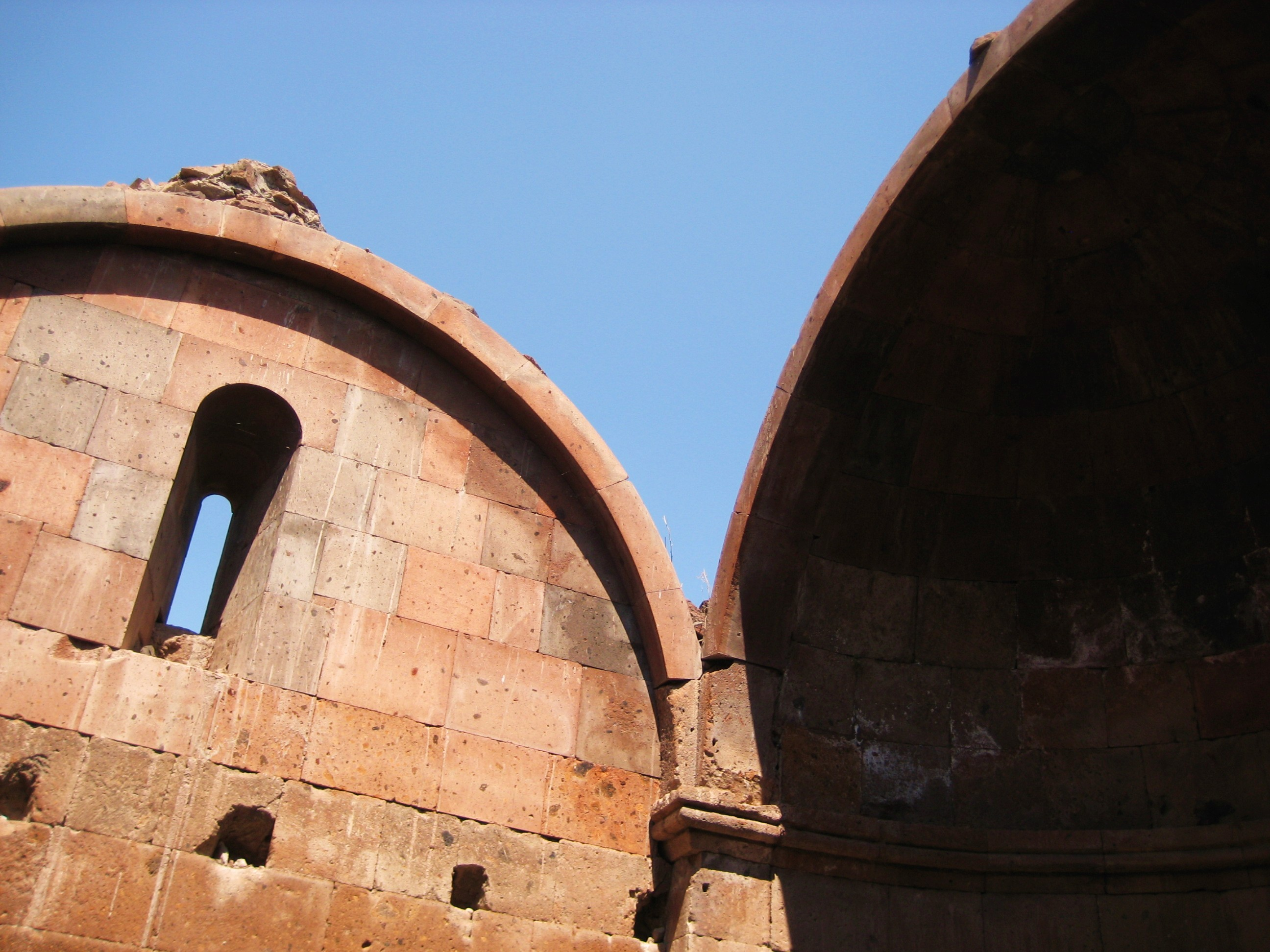
ویرانه‌های کلیسای تسیراناور، آشتاراک، متعلق به سده‌های ۱۳ام-۱۴ام میلادی centuries

آشتاراک مرکز استان آراگاتسوتن ارمنستان و یکی از کهنترین سکونتگاه‌ها در ارمنستان است و آن منطقه آکنده از یادمانهای تاریخی و معماری است طوریکه می‌توان آن را موزه روباز معماری کهن ارمنستان نامید.
نخستین باری که در منابع از شهر آشتاراک نام برده شده در سده ۹ میلادی بوده‌است اما گمان می‌رود که روستایی به این نام از دوران باستان وجود داشته و نام آن را از خدای اورارتویی ایشتار می‌دانند.
مردم آشتاراک مردمی شاعرپیشه، مِی دوست و خوشرو هستند و نویسندگان و سرایندگان و بزرگان زیادی را تحویل جامعه ارمنی داده‌اند.

## جغرافیا
آشتاراک ۷٫۵ کیلومتر مربع مساحت دارد.
شهر آشتاراک در غرب ساحل رود کاساغ، ۱۳ کیلومتری جنوب غربی پایتخت، ایروان و در ارتفاع ۱٬۱۱۰ متر بالاتر از سطح دریا واقع شده‌است. این شهر تقریباً در نقطه مرکزی توسط کوه آراگاتس از سمت جنوب و دشت آرارات از سمت شمال احاطه شده‌است.

## جمعیت

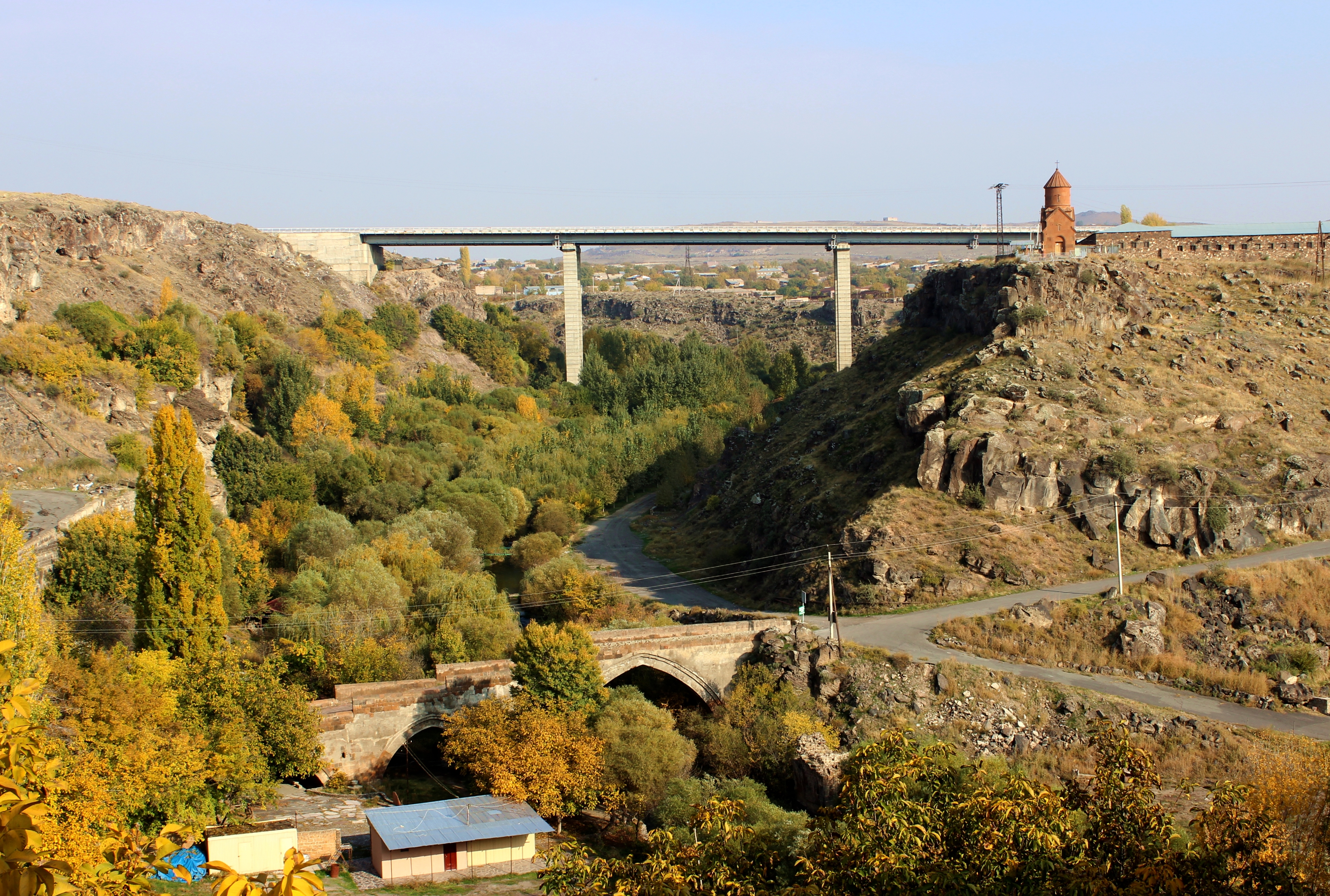
پل آشتاراک و کلیسای سارکیس مقدس

| تاریخ | جمعیت  | توضیحات                               |
| ----- | ------ | ------------------------------------- |
| ۱۸۳۱  | ۸۲۶    |                                       |
| ۱۸۹۱  | ۲٬۵۵۰  | overwhelmingly populated by Armenians |
| ۱۹۱۴  | ۴٬۸۶۷  |                                       |
| ۱۹۲۶  | ۴٬۸۵۳  | ۹۹٫۷٪ Armenians                       |
| ۱۹۵۹  | ۷٬۵۶۳  |                                       |
| ۱۹۷۲  | ۱۳٬۹۰۰ |                                       |
| ۲۰۰۱  | ۱۸٬۹۱۵ | de facto population                   |
| ۲۰۱۱  | ۱۷٬۸۷۲ | de facto population                   |

## فرهنگ
خانه-موزه پرژ پروشیان، رمان‌نویس در سال ۱۹۴۸ میلادی در خانه مسکونی پروشیان در آشتاراک افتتاح شد. این مکان آخرین بار در سال ۲۰۰۸ مرمت شده‌است.

## اقتصاد

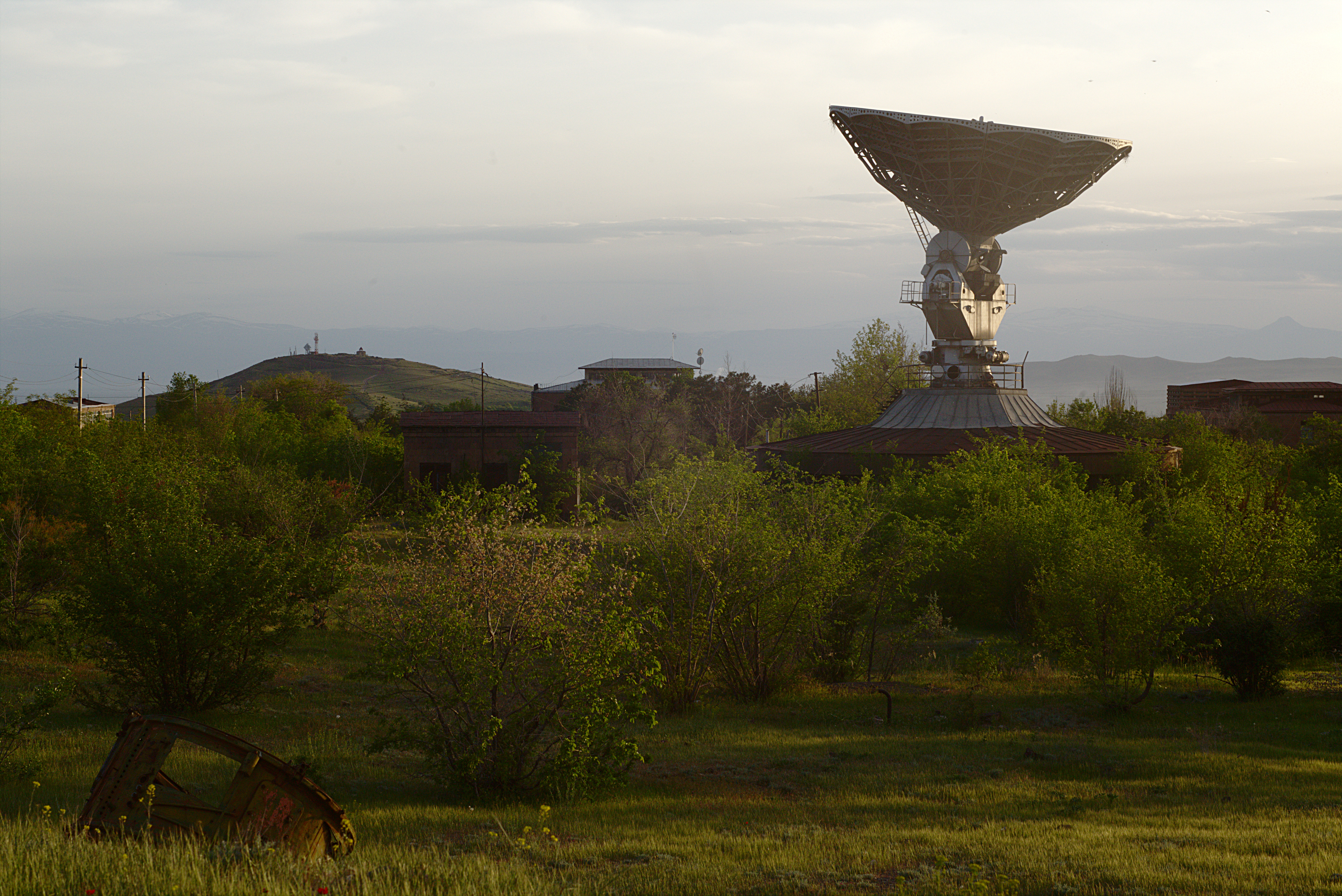
رادیوتلسکوپ در مؤسسه رادیوفیزیک و الکترونیک آشتاراک

آشتاراک یکی از مهمترین قطب‌های اقتصادی جمهوری ارمنستان محسوب می‌شود. صنایع بر مبنی تولیدات غذایی، لبنی و نوشیدنی و به‌طور عمده پردازش مواد خام داخلی و انگور استوارند
شرکت "Ashtarak-Kat" یکی از تولیدکنندگان عمده لبنیات، پنیر و بستنی در ارمنستان می‌باشد.
مرغداری "Ashtarak Dzu" و تعاونی تولید مواد ساختمانی "Kharam" در این شهر واقع شده‌است.

## آموزش و پرورش
در شهر آشتاراک ۷ مدرسه دولتی، ۶ کودکستان و ۴ مدرسه هنری وجود دارد. موزه‌ها و کتابخانه‌های عمومی بسیاری نیز در سطح شهر فعالیت می‌کنند.
دو مؤسسه پژوهشی مهم در شهر آشتاراک وجود دارد: مؤسسه پژوهشی فیزیک و مؤسسه رادیوفیزیک و الکترونیک

## ورزش

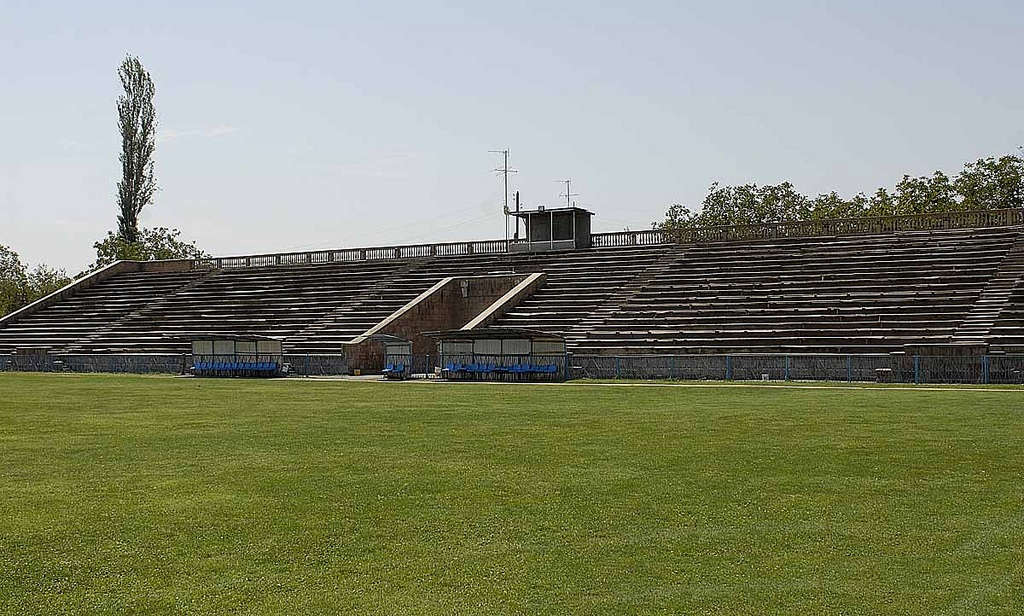
ورزشگاه کاساغی مارزیک

میکا در سال ۱۹۹۹ در نتیجه ادغام دو باشگاه فوتبال میکا آشتاراک و کاساخ آشتاراک تشکیل شد.

## خواهرخوانده
شهر  آلفورویل، فرانسه از سال ۱۹۹۳ میلادی خواهرخواندهٔ آشتاراک هست.

## سرشناسان بومی

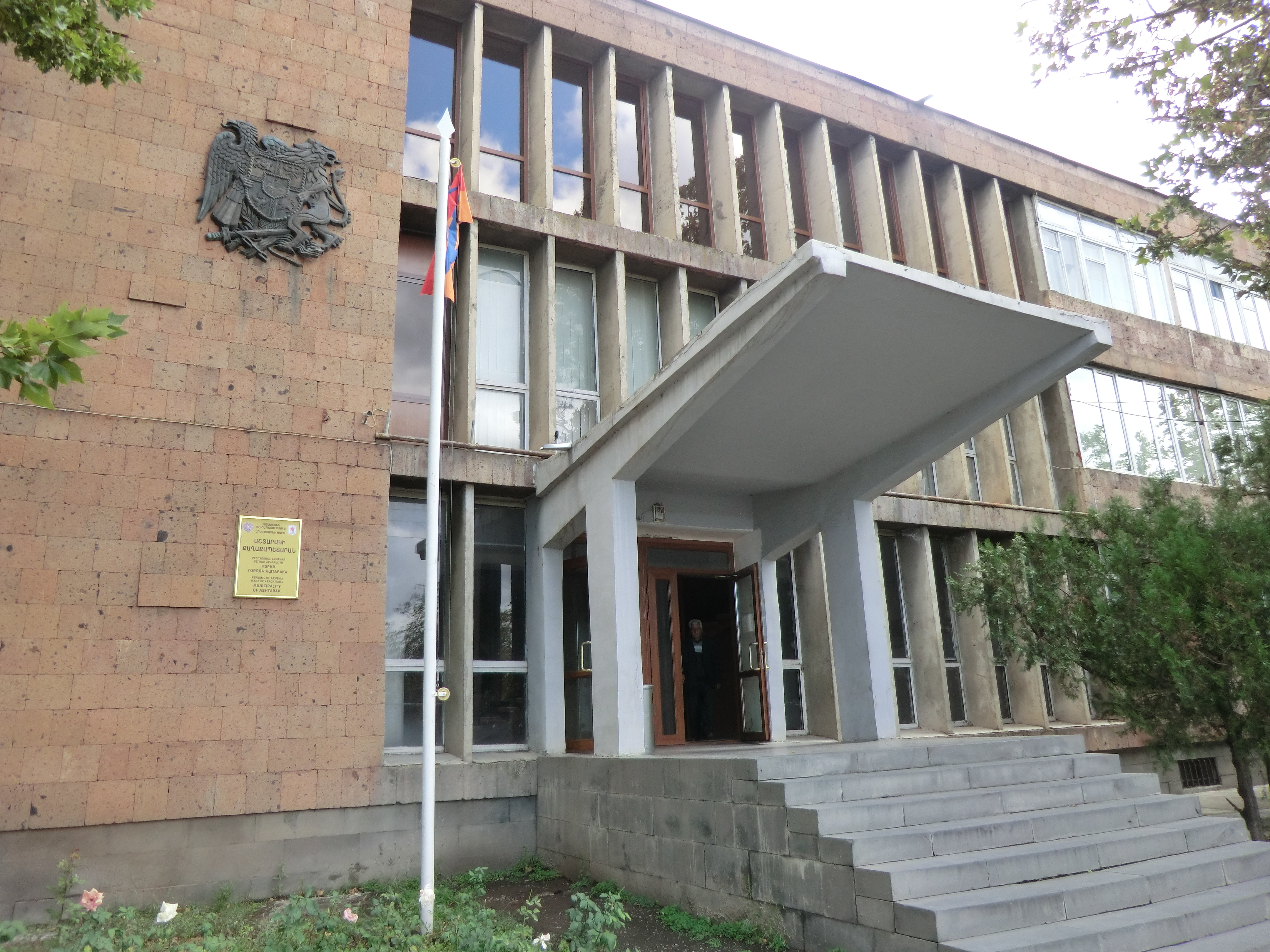
شهرداری آشتاراک

- نرسس پنجم آشتاراکتسی (۱۷۷۰–۱۸۵۷), جاثلیق تمام ارمنیان
- پرژ پروشیان (۱۸۳۷–۱۹۰۷), رمان‌نویس
- سمبات شاه‌عزیز (۱۸۴۰–۱۹۰۸), شاعر
- نورایر سیساکیان (۱۹۰۷–۱۹۶۶) زیست‌شیمیدان ارمنستان شوروی و از بنیانگذاران اخترزیست‌شناسی
- گئورگ امین (۱۹۱۸–۱۹۹۸), شاعر
- وارتزگس پطروسیان (۱۹۳۲–۱۹۹۴), نمایشنامه‌نویس و رمان‌نویس

## نگارخانه

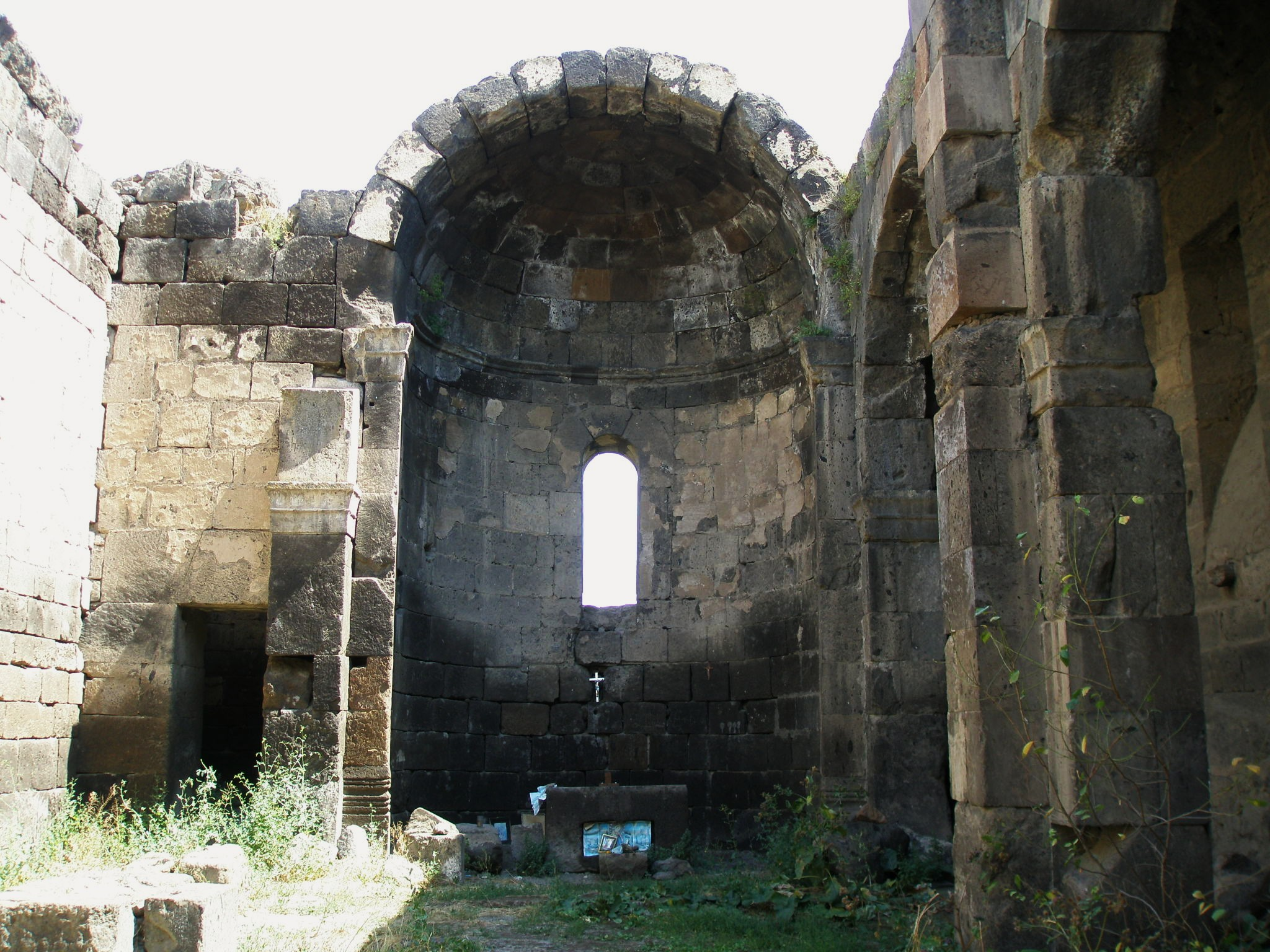
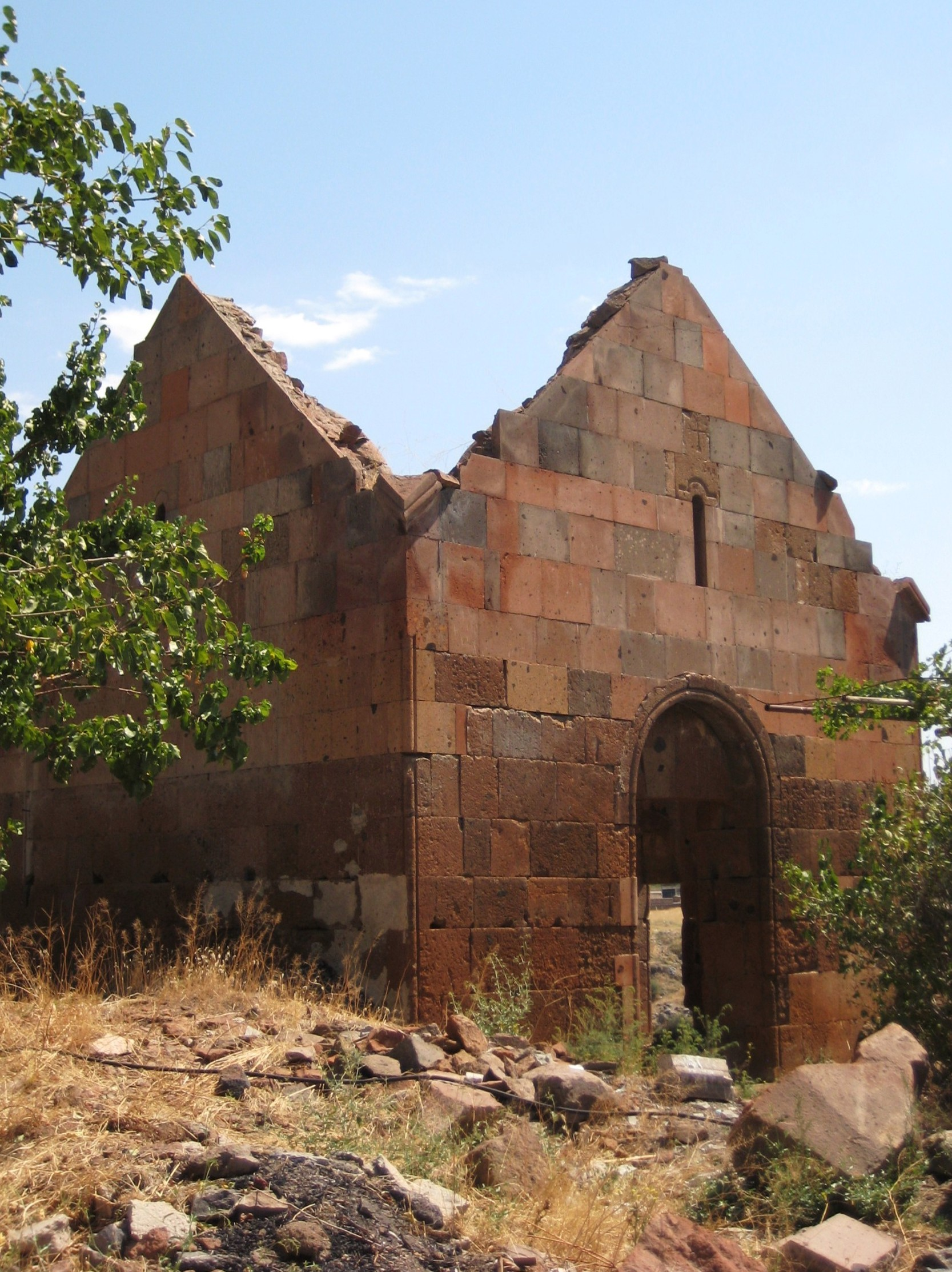
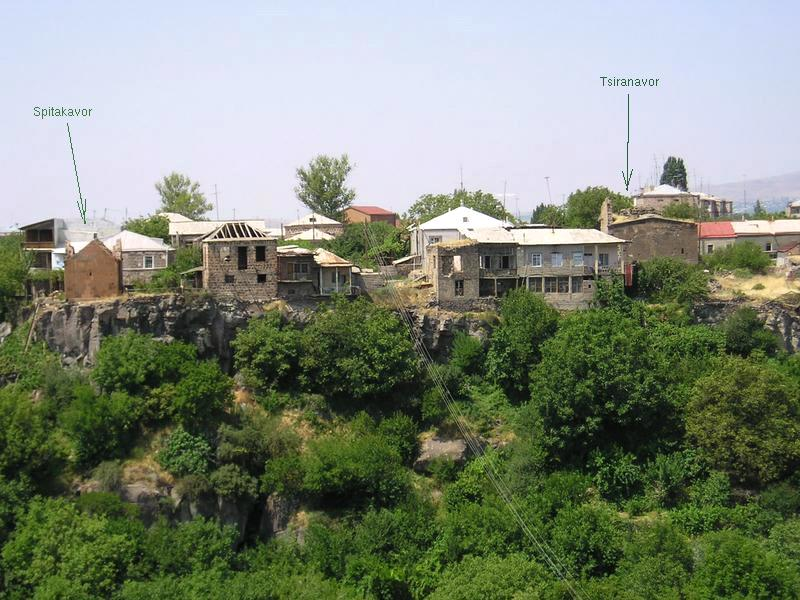
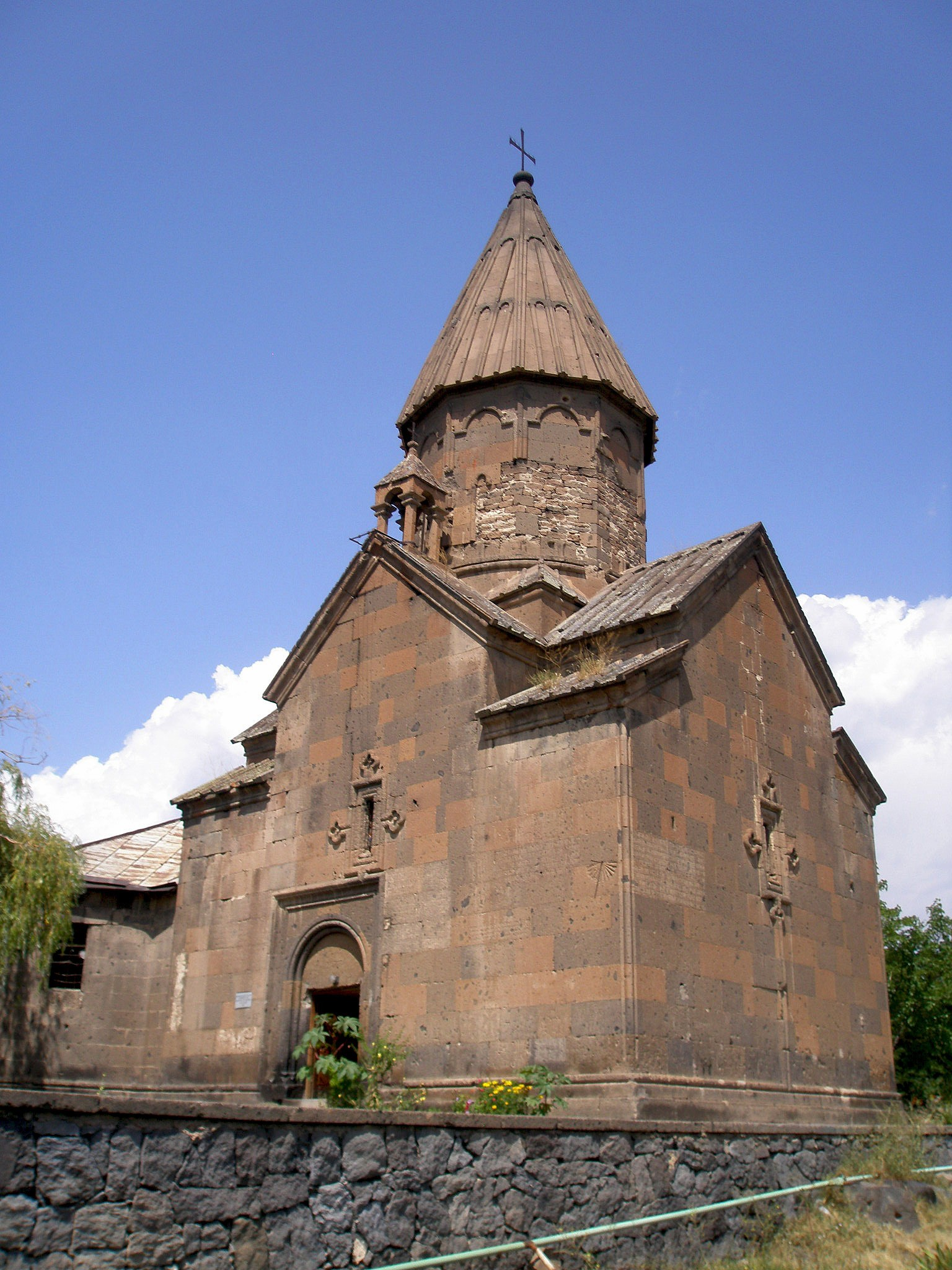
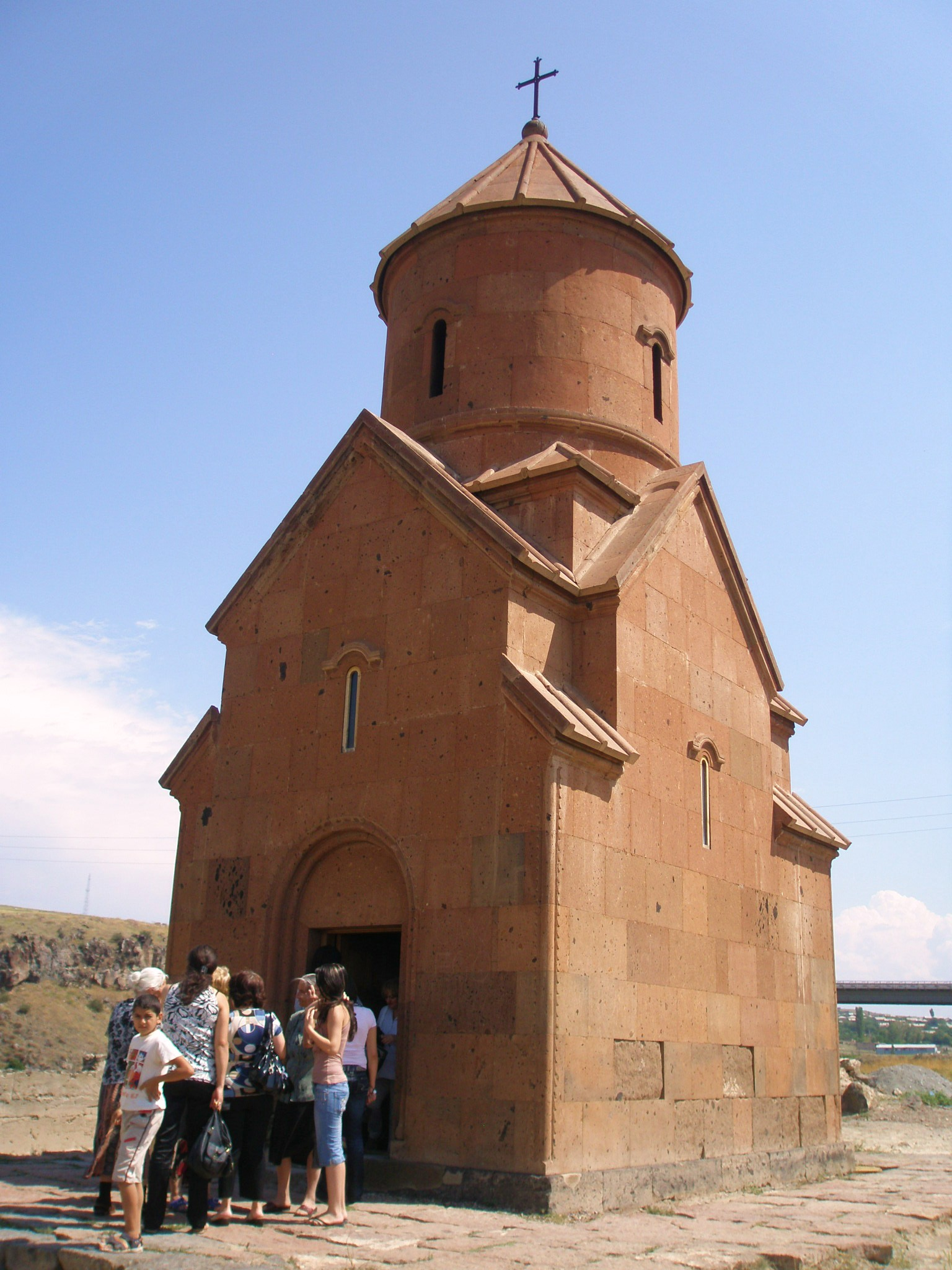
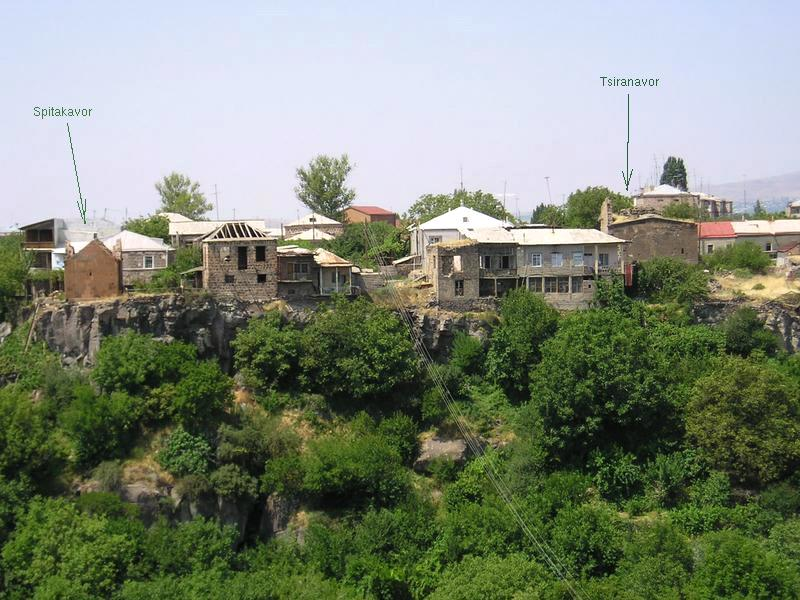
محل آشتاراک در ارمنستان
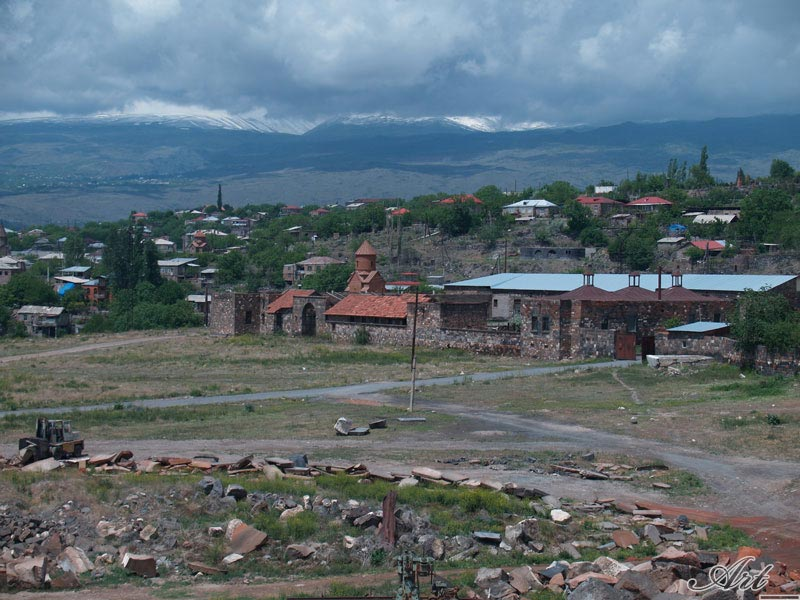
نمایی از آشتاراک
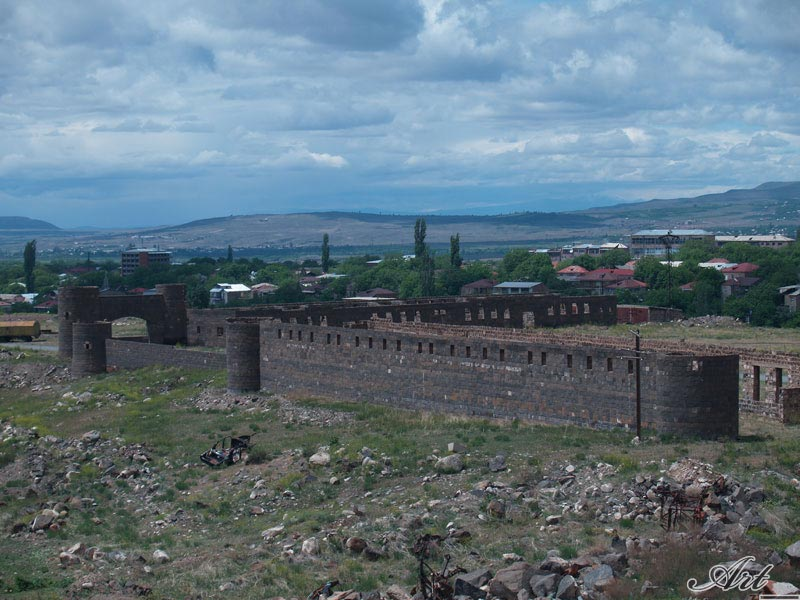
ویرانه‌های دژ آشتاراک
آب و هوای آشتاراک آراگاتسوتن ارمنستان

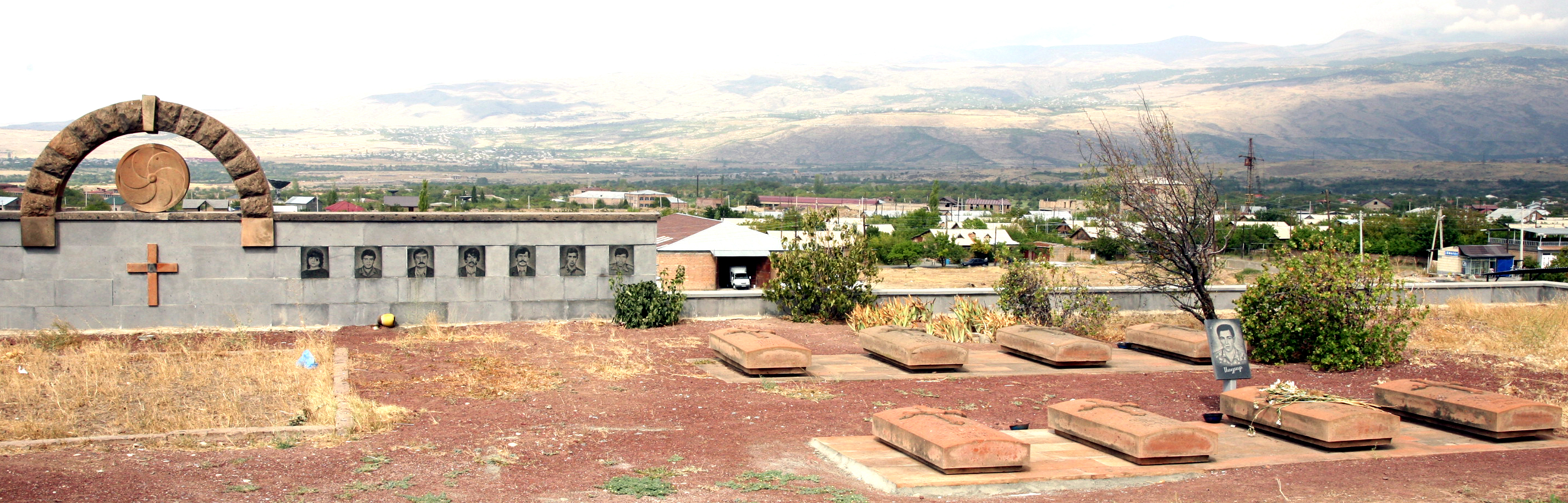
بنیای یادبود جنگ قره‌باغ به همراه شهر آشتاراک در پس‌زمینه

آب و هوای آشتاراک آراگاتسوتن ارمنستان